# Golffront

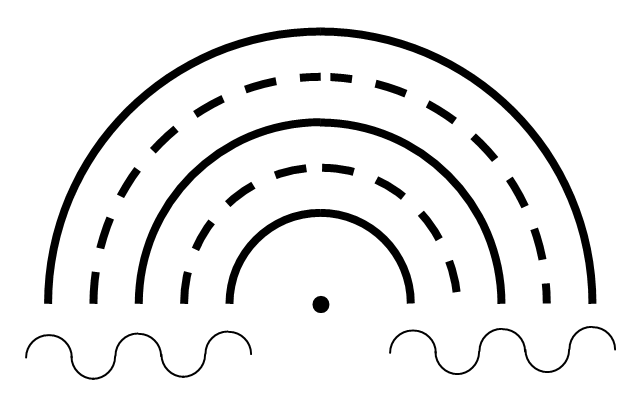
Cirkelvormige golffronten, waarbij de volle lijnen de toppen en de stippellijnen de dalen weergeven. Er staat daar een doorsnede onder om het te illustreren.

Convergentie

Een golffront is de meetkundige plaats van alle punten van een golf met een gelijke fase, bijvoorbeeld de top van die golf.
Een golffront loopt met de fasesnelheid van een golf. Informatie of energie daarentegen loopt met de groepssnelheid. Het golffront van een golf op het wateroppervlak staat loodrecht op de wind die de golf opwekt. Dit is bijvoorbeeld van toepassing bij het bepalen van de windrichting op zeilboten. Voor een elektromagnetische golf staat bij isotrope media het golffront loodrecht op de voortplantingsrichting, dus op de baan van de fotonen. Bij verschijnselen zoals diffractie is het resulterende golffront volgens het principe van Huygens-Fresnel de omhullende van de golffronten vanuit door golven bereikte punten. Bij bewegende bronnen die sneller bewegen dan de golfsnelheid in het medium, vormen de golffronten een kegel als omhullende en ontstaat er daardoor bij geluidsgolven een geluidsbarrière en bij elektromagnetische golven het Tsjerenkov-effect.
Een recht golffront kan door middel van een bolle lens worden geconvergeerd, evenwijdige golffronten zoals in de afbeelding wordt weergegeven dus ook.